# Ulolonche
Ulolonche is een geslacht van vlinders van de familie Uilen (Noctuidae), uit de onderfamilie Hadeninae.

## Soorten
- U. consopita Grote, 1881
- U. culea Guenée, 1852
- U. dilecta H. Edwards, 1884
- U. disticha Morrison, 1875
- U. fasciata Smith
- U. marloffi Barnes & Benjamin, 1924
- U. modesta Morrison, 1874
- U. niveiguttata Grote, 1873
- U. orbiculata Smith, 1891